# Литвин Василь Степанович
Васи́ль Степа́нович Литви́н(4 червня 1941, с. Федорівка, нині Весняне, Добровеличківського району, Кіровоградської області — 7 квітня 2017, Київ) — заслужений артист України, перший голова Спілки кобзарів України, лауреат Республіканської премії ім. І. Нечуя-Левицького, лауреат премії фонду Т. Г. Шевченка, співзасновник Стрітівської школи кобзарського мистецтва, відмінник освіти України. Нагороджений почесним знаком «За подвижництво в українській культурі», орден «За заслуги» (Україна) ІІІ ступеня. Дружина — поетеса, громадський діяч, фольклорист Антоніна Литвин.

## Життєпис
Василь Литвин народився в багатодітній родині. Батько Степан Андрійович, Марія Онисівна працювала в колгоспі. З 12 дітей зрілого віку досягли троє синів (Іван, Василь, Микола) та донька Ольга. Закінчив Миколаївську 8-річну школу. Щоб заробити на повну середню освіту разом з братом Миколою вирушив на заробітки до Кролевця, де й отримав перші уроки гри на бандурі Михайла Івановича Білошапки, керівника художньої самодіяльності ткацької фабрики. 1960 року таки закінчив Перчунівську середню школу..
1961 року брати Литвини вступили до Київського музичного училища ім. Глієра по класу бандури (викладач А. Омельченко). Микола Литвин перевівся до Тернопільського музучилища. А Василь Литвин 1964 року, не закінчивши ІІІ курсу, (через складні матеріальні умови змушений був залишити навчання) став працювати у Чернігівській філармонії. Микола, після закінчення музучилища почав працювати у Тернопільській філармонії, куди запросив і брата Василя. Через націоналістичні погляди та репертуар братів Литвинів їх було звільнено з роботи. 1966 року Микола попав під слідство, а Василя віддали до війська, хоч за станом здоров'я він не міг служити.1968 року, після втручання дружини Антоніни Литвин (направила листа міністру оборони СРСР Гречку) — згодом демобілізували.
Через заборону влади влаштуватись на роботу за фахом, працював в технічній галузі. Лише після втручання митців-шестидесятників А. Горської, В.Стуса, В. Овсієнка був запрошений на роботу художнім керівником у будинку культури с. Іванків Бориспільського району Київської області. 1969 рік відкрив для України потужний талант Василя Литвина. На концерті «Співають кобзарі»(після масового знищення кобзарів 1934 р. — перший великий концерт) він повернув до життя історичну пісню «Ой, полети галко», присвячену П. Калнишевському. Після концерту був запрошений на роботу до оркестру українських народних інструментів. Згодом приєднався Микола. В одному з перших концертів оркестру в Київській філармонії, брати Литвини виконали пісню «Марш Богдана Хмельницького» (сл. С. Руданського, муз. М. Литвина), яка мала шалений успіх. Їхній репертуар знову не сподобався радянській владі, бо мав національний характер. В. Литвина звільняють з роботи. Сім'я Литвинів змушена була переїхати до родичів у с. Гребені Київської області.
З 1970 р. по 1989 працював на різних роботах. В цей період відкрився його композиторський талант. Поціновувачами таланту В. Литвина були друзі-шестидесятники І. Дзюба, Г. Тютюнник, А.Горська, Н.Матвієнко, Ю. Мушкетик, Б. Олійник, О. Бердник (згодом оселився в с. Гребені) і т. д. В тандемі з останнім, вони створили десятки життєствердних націоналістичних пісень: «Ой ходив я степом», «Як затихнуть громи стоголосі», «Людей нема», «Хто ти, людино?».
1989 року Фонд культури скликав комітет по порятунку народної пісні, куди запросили й В. Литвина. Він запропонував створити кобзарську школу. До цього проекту долучилися багато людей. Першим фундаментом до створення школи кобзарського мистецтва був концерт «Кобзарська дума» в Палаці «Україна» (1989 р.). В цьому концерті брали участь А. Бобир, Є. Адамцевич, С. Гнилоквас, Г. Ільченко, Я. Панченко, В. Кушпет, О.Стахів, В. Литвин та М. Литвин. Під час виступу В. Литвина на концерті з піснею « Народе мій…» (сл. І. Франка), коли прозвучав рядок: «Вірю в силу духа, і в день воскресний твойого повстання…», весь п'ятитисячний зал встав на ноги.
У серпні 1989 року була створена у с. Стрітівка Київської області єдина в світі школа кобзарського мистецтва. Разом з дружиною Антоніною стали одними з перших викладачів цього навчального закладу.
У його репертуарі понад 250 пісень, 170 з них — власні мелодії на слова українських класиків та сучасних поетів: «Дума про матір» на сл. Б. Олійника, «Народе мій» (Вступ до поеми «Мойсей» Івана Франка), «Чародійна кобзо» на сл. А. Литвина, «Посланіє» на сл. Т. Шевченка, «Рятуйте, люди пісню» на сл. П. Перебийноса. Але переважали давні українські народні пісні, серед них: „Ой не пугай пугаченьку“, „Про Супруна“, „Про Морозенка“, лемківська пісня „Будь здрава землице“, „Гей браття, опришки“, уривок із Слова про Ігорів похід — „Стогін Русі“ та багато інших. Намагався створювати пісні, які на даний час найбільш актуальні за давньою традицією кобзарів: „Народе із Трипільських запорогів“ на сл. Б. Олійника, „ Отут з Трипілля наш пречистий виток“ на сл. Г. Іванченка, „ Не ділім Україну“, на сл. С. Борщевського, „П'ята колона“ на сл. С. Цушко, „ Я єсть народ“ на сл. П. Тичини, „Українці, вчуймо голос крові“ на сл. А. Литвин. Автор власних творів: „Вітер віє — поле мріє“, „Вийшов місяць і зоря“, „Ой у полі, полі“, „Вітер виє, вітер віє“, „О, Лель! О, Батьку! Ой світи“ та ін.
З 2005 року подружжя Литвинів на запрошення різних навчальних закладів проводили лекції-концерти на патріотично-виховні теми.
Василь Степанович та Антоніна Іванівна — автори проекту „Школа майбутніх Батьків-Матерів“ спрямована на виховання молоді як майбутніх Батьків-Матерів. Детальніше про цю програму можна ознайомитись на сторінці ВГО „Доля“.
Помер 7 квітня 2017 року в Києві. Похований в селі Гребені, що на Київщині.

## Дискографія
- 1989—1990 рр.(прибл.) Брати Василь та Микола Литвини;
- Кобзар-бандурист Василь Литвин (студія Ярослав-на, м. Дрогобич, 2006) № 1;
- Кобзар-бандурист Василь Литвин (студія Ярослав-на, м. Дрогобич, 2006) № 2;
- Наша пам'ять -сила України / Василь Литвин, Антоніна Гармаш;
- Ой, полети, галко (ПП „Арт-Меню“, 2007)»[8]
- Рятуйте, люди, пісню (ПП «Арт-Меню», 2013);[9]
- Народе із Трипільських запорогів (ПП «Арт-Меню», 2016).